# Litsea japonica
Litsea japonica là loài thực vật có hoa trong họ Nguyệt quế. Loài này được (Thunb.) Jussieu miêu tả khoa học đầu tiên năm 1801.